# Jubbulpuria
Jubbulpuria é um gênero de um pequeno dinossauro do Cretáceo Superior da Índia. A classificação ainda é duvidosa.
O gênero foi nomeado em 1932 por Friedrich von Huene. A espécie tipo, Jubbulpuria tenuis, foi descrita por Friedrich von Huene e Alfred Charles Matley em 1933.